# Jean-Marie Benoît Balla

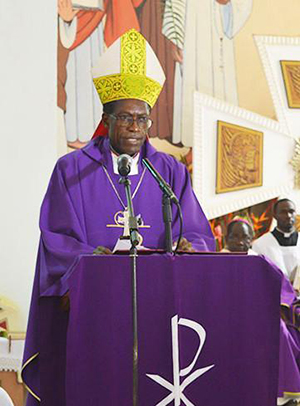
Jean-Marie Benoît Balla, 2017

Jean-Marie Benoît Balla (* 10. Mai 1959 in Oweng; † 31. Mai 2017 in Ebebda) war ein kamerunischer Geistlicher und römisch-katholischer Bischof von Bafia.

## Leben
Jean-Marie Benoît Balla empfing am 20. Juni 1987 durch den Erzbischof von Yaoundé, Jean Zoa, das Sakrament der Priesterweihe. Er studierte Philosophie und Theologie am Großen Seminar in Nkolbisson sowie Sozialwissenschaften und Management am Institut Catholique von Yaoundé.
Am 3. Mai 2003 ernannte ihn Papst Johannes Paul II. zum Bischof von Bafia. Der Apostolische Nuntius in Kamerun, Erzbischof Félix del Blanco Prieto, spendete ihm am 12. Juli desselben Jahres die Bischofsweihe; Mitkonsekratoren waren der Bischof von Kumbo, Cornelius Fontem Esua, und der emeritierte Bischof von Bafia, Athanase Bala CSSp.
Die Todesumstände am 31. Mai 2017 waren zunächst unklar. Eine behördlich angeordnete Autopsie habe nach Angaben des katholischen Mediendienstes Aleteia schwere körperliche Misshandlungen festgestellt, bevor der leblose Körper am 2. Juni 2017 in den Gewässern des zentralafrikanischen Flusses Sanaga, etwa hundert Kilometer von Yaoundé, aufgefunden wurde. Drei Wochen zuvor war einer seiner engsten Mitarbeiter, Armel Djama, Rektor des Kleinen Seminars von Bafia, unter ungeklärten Umständen, wie auch weitere katholische Geistliche zuvor verstorben.
Am 4. Juli 2017 erklärte der Generalstaatsanwalt am Berufungsgericht Yaoundé nach einer zweiten Obduktion unter Mitwirkung von Interpol, Balla sei nicht ermordet worden, sondern ertrunken. Hinweise auf Gewalteinwirkung seien nicht vorhanden. Im Widerspruch zu den Ermittlungsergebnissen behauptete die kamerunische Bischofskonferenz im August 2017, Balla sei von homosexuellen Priestern ermordet worden, nachdem er sich negativ über Homosexualität geäußert habe. Unter Berufung auf die Freigabe der Leiche durch die Staatsanwaltschaft wurde die unter anderem von Hedwig von Beverfoerde, der Organisatorin der Demo für Alle, und der AfD-Politikerin Anette Schultner verbreitete Mordhypothese als Verschwörungstheorie bezeichnet.
Der von Interpol bestellte Rechtsmediziner  Michael Tsokos geht davon aus, dass der Bischof ertrunken sei.
Am 31. August 2017 wurde Ballas Grab in der Kathedrale San Sebastian in Bafia mit Blut beschmutzt; die Kirche wurde bis zu einer geplanten Bußfeier vorläufig geschlossen.